# Storting

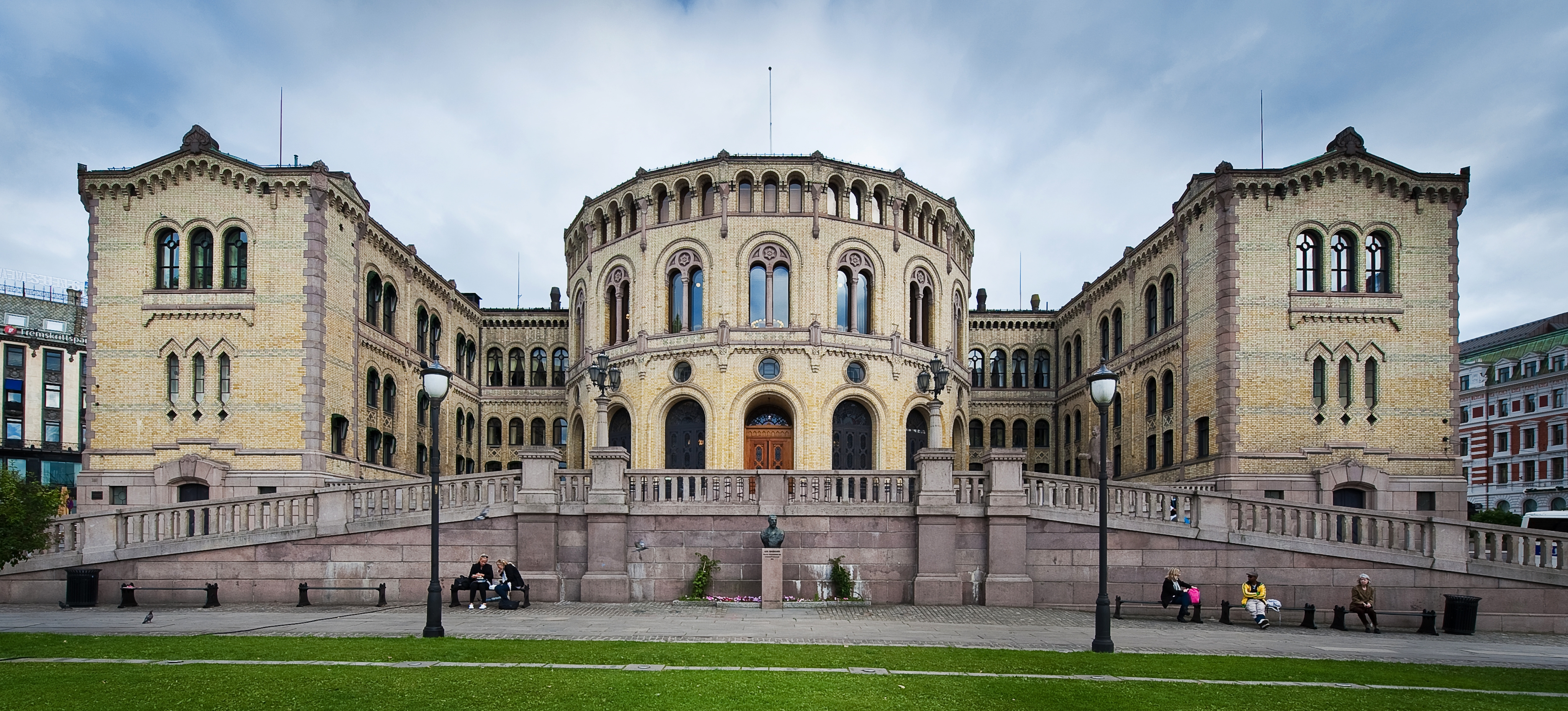
Sídlo Stortingu

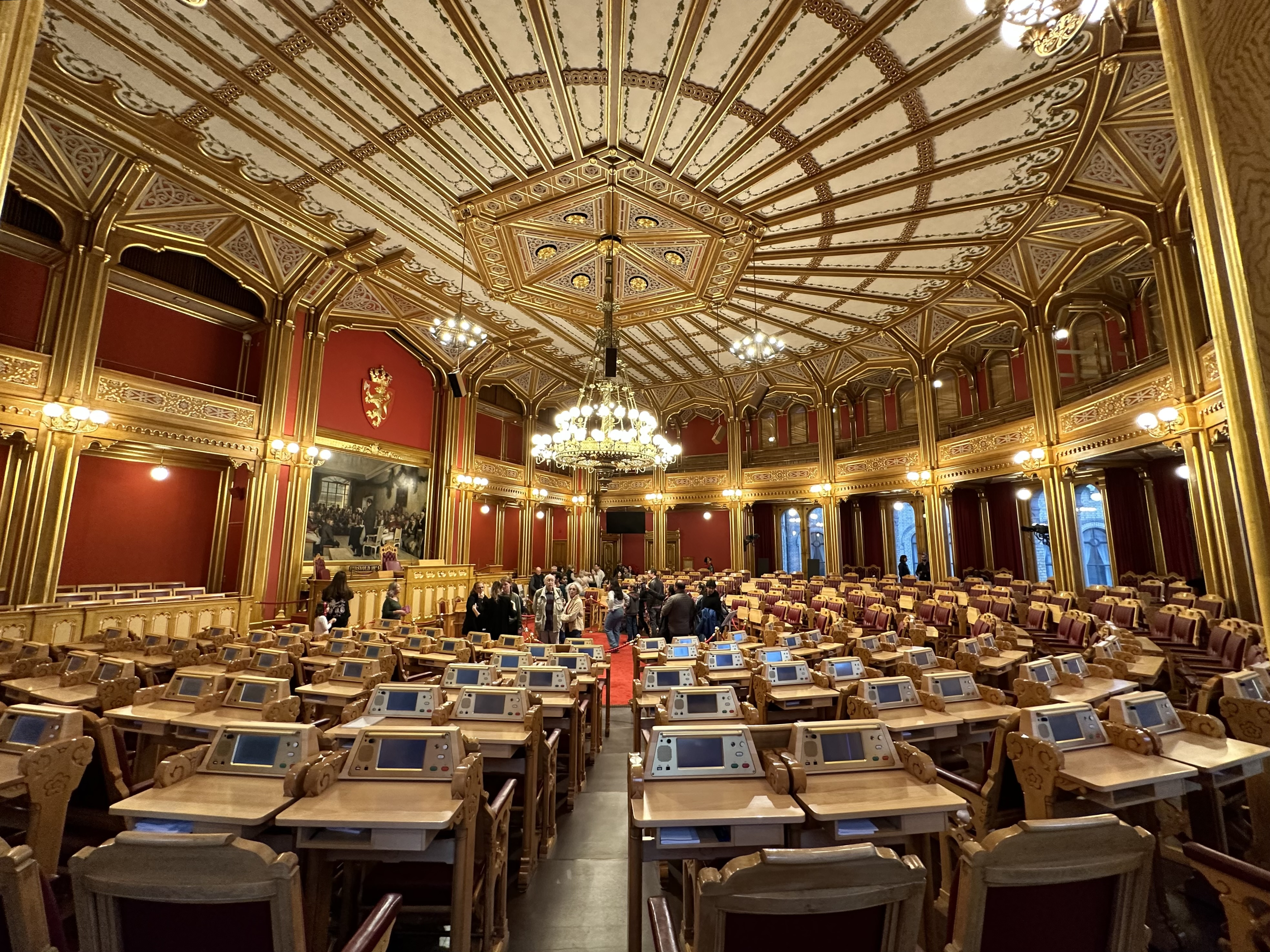
Interiér Stortingu

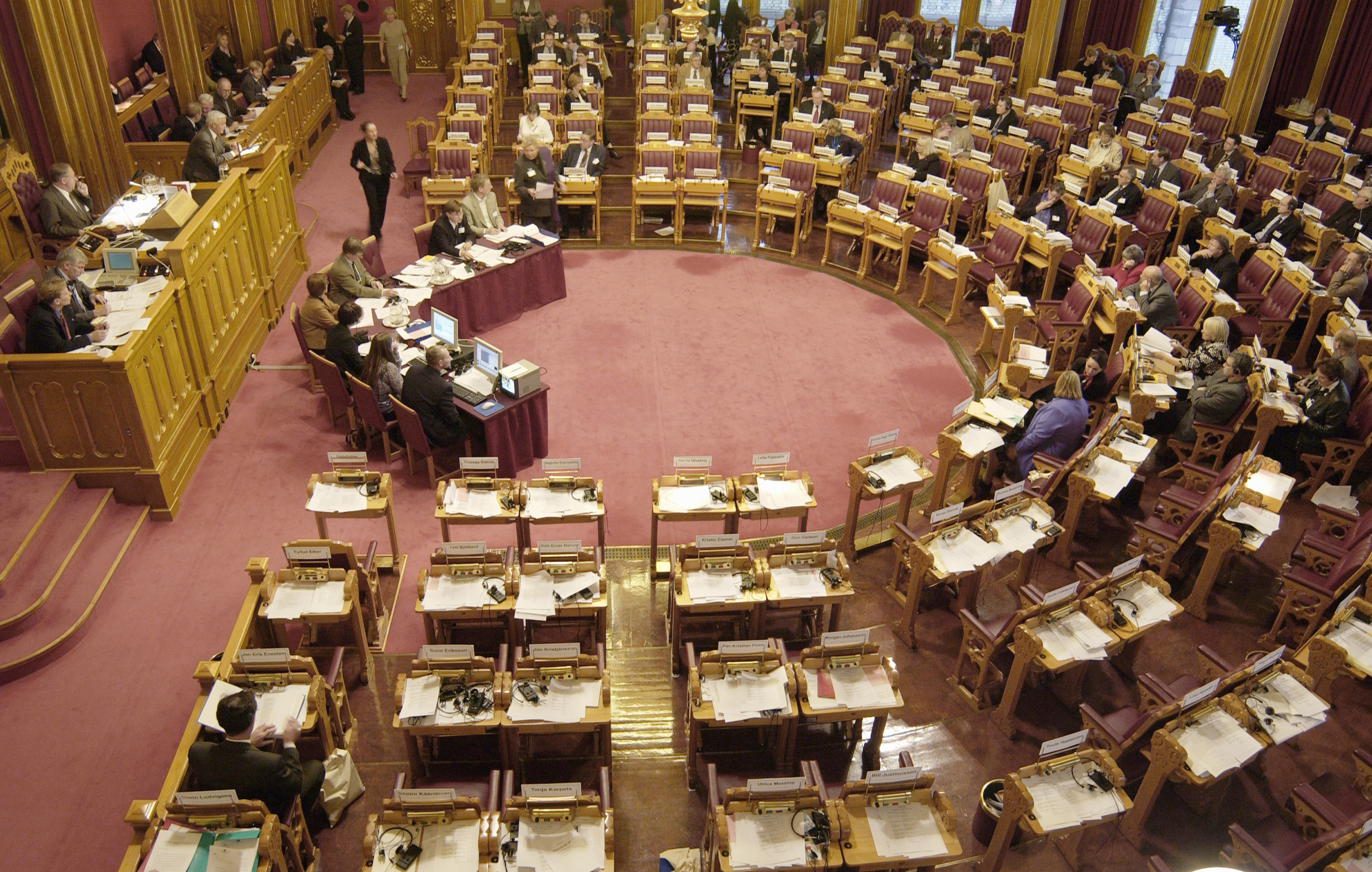
Zasedání parlamentu

Storting (norsky Stortinget) je nejvyšší zákonodárný sbor Norska, zřízený v roce 1814 norskou ústavou. Sídlí v hlavním městě Oslo. Jednokomorový parlament má 169 poslanců a je volen každé čtyři roky na základě poměrného zastoupení v devatenácti volebních obvodech. Člen Stortingu je v norštině nazýván stortingsrepresentant, doslova „zástupce Stortingu“.
Shromáždění vede předseda a od roku 2009 pět místopředsedů, kteří tvoří prezidium. Členové parlamentu jsou rozděleni do dvanácti stálých výborů a čtyř procesních výborů. Parlamentu jsou přímo podřízeni tři ombudsmani.
Skutečný parlamentarismus byl v Norsku zaveden ovšem až v roce 1884. Od té doby měl parlament dvě komory: Lagting a Odelsting. Po změně ústavy v roce 2007 byla dvoukomorovost zrušena, s účinností od voleb v roce 2009.
Po volbách v roce 2021 je v parlamentu zastoupeno deset stran: Strana práce (48), Høyre (36), Strana středu (28), Pokroková strana (21), Strana socialistické levice (13), Rudí (8), Venstre (8), Křesťanská lidová strana (3), Strana zelených (3) a Zájem pacientů (1). Od roku 2021 je předsedou parlamentu sociální demokrat Masud Gharahkhani, původně íránský imigrant.
Od 5. března 1866 se parlament schází v budově na ulici Karl Johans gate 22 v Oslu. Budova byla navržena švédským architektem Emilem Victorem Langletem a je postavena ze žlutých cihel se suterénem ze světle šedé žuly. Parlament také zahrnuje kanceláře a zasedací místnosti v okolních budovách, protože budova parlamentu je příliš malá na to, aby pojala všechny současné zaměstnance. Jde o budovy na adresách Akersgata 18, Prinsens Gate 26, Akersgata 21, Tollbugata 31 a Nedre Vollgate 18.